# Umm Lísún
Umm Lísún (hebrejsky אום ליסון‎, Um Lisun, arabsky أُم ليسون‎) je arabská městská čtvrť v jižní části Jeruzaléma v Izraeli, ležící ve Východním Jeruzalémě, tedy v části města, která byla okupována Izraelem v roce 1967 a začleněna do hranic města.

## Geografie
Leží v nadmořské výšce necelých 700 metrů, cca 4 kilometry jižně od Starého Města. Na severu s ní sousedí arabská čtvrť Arab al-Savahira, na jihozápadě arabská Súr Báhir a Umm Túbá, na severozápadě židovská Talpijot Mizrach. Leží na hornatém hřbetu, který na západu a jihu prudce spadá do údolí vádí Nachal Darga. Další hluboká údolí včetně Nachal Kidron se nacházejí východně odtud, kde již začíná aridní Judská poušť. Východně od čtvrtě pocházejí městské hranice Jeruzaléma, které přibližně sleduje také Izraelská bezpečnostní bariéra. Ta odděluje další arabskou zástavbu východně odtud s rozptýlenými vesnicemi jako Savahira al-Šarkija. Umm Lísún leží na dotyku se Zelenou linií, která do roku 1967 rozdělovala Jeruzalém.

## Dějiny
Původně šlo o malé ryze vesnické sídlo. Na konci první arabsko-izraelské války byla v rámci dohod o příměří z roku 1949 začleněna do území okupovaného Jordánskem. V roce 1967 byla okupována Izraelem a stala se městskou částí Jeruzaléma. Většina obyvatel patří do klanu Obejd. V okolí se nacházejí pohřební jeskyně z římských a byzantských dob.